# Bataille de Farsia (novembre 1987)
Pour les articles homonymes, voir Bataille de Farsia.
Guerre du Sahara occidental
Batailles
La bataille de Farsia a eu lieu le 18 novembre 1987 pendant la guerre du Sahara occidental. L'armée marocaine repousse avec succès une attaque sur le 4e mur des sables.

## Contexte

Carte du mur des sables.

La bataille a lieu le jour de la fête d'indépendance du Maroc, et la veille de l'arrivée de la mission technique de l'ONU au Sahara occidental. Le 18 novembre, à l'aube, une attaque massive du Front Polisario a été lancée contre les positions marocaines au niveau du Mur des sables au lieu-dit Soueih, à environ 600 km au sud-ouest de Farsia. Cette opération faisait partie d'une attaque coordonnée avec une autre offensive contre le poste marocain d'Imudeguen, situé près de la frontière mauritanienne, dans la région d'Oum Dreiga.

### Forces en présence
D’un côté, le Front Polisario, armé d’un important arsenal militaire, incluant des blindés BMP de fabrication soviétique, des mortiers, des canons de 120 mm et des lance-roquettes (« orgue de Staline »). Ces véhicules blindés, conçus pour transporter des troupes et dotés d'une capacité de tir sur 360 degrés à travers des lucarnes, constituaient une partie clé de l'assaut. Les BMP capturés par les troupes marocaines avaient parcouru moins de 3000 km, indiquant un équipement relativement neuf. L'opération a mobilisé environ 600 hommes dans chacune des zones d'attaque.
Les troupes marocaines, quant à elles, étaient organisées autour du « Mur de défense », un système renforcé par des centres de gravité capables de répondre à toutes les menaces. Les unités d'intervention rapide marocaines, soutenues par l'aviation royale, étaient prêtes à contrer toute tentative de brèche. Leur capacité à riposter en moins de 10 minutes a été cruciale pour contenir l'offensive du Polisario.

## Déroulement
L'objectif de l'APLS était de s'infiltrer dans le secteur de Soueih en repoussant les marocains. Une fois Soueih capturée, les forces du Polisario espéraient avancer rapidement vers El Farsia, une position clé en raison de sa proximité avec des routes importantes et protégée par les hauteurs du Dmeirien.
Le colonel major Naji Mekki, qui était en poste à Farsia, a relaté les événements lors d'une visite cinq jours après les affrontements. Il a décrit l'intensité des combats, précisant que chaque assaut du Polisario était accompagné d'un feu nourri d’artillerie. Bien préparées à contrer ce type d'offensives, les FAR ont laissé les troupes du Polisario percer les défenses du « Mur de défense » marocain, les piégeant une fois qu'elles s'étaient enfoncées à environ 500 mètres. Les unités d'intervention mobile des FAR ont rapidement encerclé les troupes du Front Polisario. Malgré leur stratégie de bombardement, les troupes du Polisario se sont heurtées à une résistance farouche des forces marocaines. 
Durant la bataille, Bouhali, le commandant en charge des troupes du Polisario, a été surpris en pleine déroute, intercepté par des récepteurs radio marocains alors qu’il réclamait désespérément une jeep de secours pour fuir à pied les combats. 
Pendant les combats, 9 BMP ont été capturés par l'armée marocaine. Certains d'entre eux étaient calcinés, tandis que d'autres avaient été abandonnés, témoignant d'un mouvement de fuite précipité. L’artillerie et les véhicules blindés de la RASD ont été détruits par les frappes aériennes marocaines, qui ont également ciblé leurs lignes d’artillerie fixes.
Malgré un pilonnage intensif des positions marocaines avant l'aube, les forces du Polisario n'ont pas réussi à atteindre leurs objectifs. Les combats, qui ont duré environ six heures, ont vu l'échec des forces du Polisario à briser les défenses marocaines.

## Bilan et conséquences
Le bilan des pertes du Front Polisario a été très lourd : 190 tués. Trois prisonniers ont été faits par les Marocains, et un soldat du Polisario a choisi de se rallier aux forces marocaines. La majorité des cadavres soient restés non identifiés en raison de leur état calciné.
Malgré l'ampleur de l'assaut, les forces du Polisario n'ont pas réussi à tenir une position à l'intérieur du territoire marocain. Selon le colonel major Naji Mekki, l’objectif du Polisario était principalement médiatique, cherchant à attirer l'attention internationale et de la mission onusienne en place.